# Rysunek techniczny elektryczny
Rysunek techniczny elektryczny jest graficznym dokumentem konstrukcyjnym, na którym za pomocą symboli graficznych przedstawia się części składowe obiektu elektrycznego oraz połączenia między nimi. Przy sporządzaniu rysunków technicznych elektrycznych należy używać znormalizowanych symboli graficznych, przedstawiających całe obiekty elektryczne lub ich elementy składowe, połączonych liniami obrazującymi rzeczywiste połączenia lub współzależność. 
Klasyfikacja rysunków technicznych elektrycznych zawiera norma PN-79/E-01244. Podstawą klasyfikacji jest przeznaczenie rysunków. 
Rysunek techniczny elektryczny to przede wszystkim schematy elektryczne, które dzieli się na 4 podstawowe grupy. Ponadto zalicza się do niego również diagramy oraz występujące na schematach tablice, wykazy oraz wykresy. 
Rysunek przyporządkowany do danej grupy ma oznaczenia kodowe składające się z trzech cyfr. Pierwsza cyfra oznacza grupę, druga i trzecia - typ w danej grupie. Z oznaczenia kodowego wynika nazwa klasyfikacyjna rysunku.

## Normalizacja
Normalizacja symboli elektrycznych obowiązujących w Polsce jest zgodna z normami i zaleceniami międzynarodowymi.
Normalizacja w rysunku technicznym elektrycznym poza symbolami graficznymi elementów obejmuje również oznaczenia literowo-cyfrowe (alfanumeryczne) aparatów i urządzeń, formaty arkuszy rysunkowych, opisy arkuszy, linie rysunkowe, pismo techniczne, klasyfikację schematów elektrycznych oraz sposoby przedstawiania graficznego tych schematów.